# Elsaß-Lothringische B 1
Die Dampflokomotiven der Reihe B 1 beschafften die Reichseisenbahnen in Elsaß-Lothringen 1871. 1906 wurden die Lokomotiven in die Gattung P 1 eingeordnet.

## Geschichte
Mit der Übernahme des Streckennetzes in Elsaß-Lothringen war der Erwerb von Lokomotiven und Wagen erforderlich, da die Franzosen alle Fahrzeuge abgezogen hatten. Ursprünglich waren die von Strousberg nach den „Strousberg-Normalien“ gebauten zwölf Lokomotiven für die Halle-Sorau-Gubener Eisenbahn als Nummern 16 bis 23 vorgesehen. Dort kamen sie jedoch nicht mehr zum Einsatz, da die Reichseisenbahnen sie unmittelbar nach Auslieferung erwarben. Die Lokomotiven erhielten die Nummern 30 bis 41 und die Namen verschiedener deutscher Flüsse.
1906 erhielten die Lokomotiven die Nummern 501 und 512. 1912 wurden die 504 und die 509 in 101 und 102 umgenummert. Alle anderen Lokomotiven waren zu diesem Zeitpunkt bereits ausgemustert. Die Lok 102 war 1918 noch gelegentlich als Auswaschlokomotive im Bereich Mühlhausen unterwegs.

## Konstruktive Merkmale
Die Lokomotiven hatten einen Innenrahmen. Der Kessel war dreischüssig. Auf dem hinteren Schuss saß der Dampfdom. Der Stehkessel hatte eine Belpaire-Decke und eine tiefe Feuerbüchse, die bis unter die Achsen reichte. Die Rauchkammer war erweitert.
Das Zweizylinder-Nassdampftriebwerk war außenliegend und hatte eine innenliegende Allan-Steuerung. Die Treibstange wirkte auf die zweite Kuppelachse.
Die Federung der Kuppelachsen erfolge durch über den Achsen liegende Blattfedern. Die Federpakete waren mit Ausgleichshebeln verbunden. Die Federung der Laufachse erfolgte durch eine querliegende Blattfeder.
Die Lokomotiven wurden später noch mit einer Westinghouse-Druckluftbremse, einer Dampfheizungsanlage, Auswascharmatur, Sandstreuer und verstellbarem Blasrohr versehen.
Der Tender besaß einen Hufeisen-Wasserkasten sowie einen zweiten zwischen den Rahmen angeordneten Wasserbehälter. Damit erhöhte sich die mitgeführte Wassermenge auf 9 m³.